# Rajmund Kalpas
Rajmund Kalpas (ur. 19 kwietnia 1916 w Kokandzie, zm. 1 czerwca 1940) – pilot myśliwski, walczył w obronie Warszawy we wrześniu 1939, zestrzelony nad Lyonem. Na liście Bajana na pozycji 100 – 2 i 7/12 zestrzeleń.

## Życiorys
Syn Antoniego i Aldony z Radziejowskich, wnuczki Ignacego. Młodszy brat Ryszarda, Rolanda i Jolanty. W 1936 roku ukończył I Gimnazjum Męskie Magistratu m.st. Warszawy im. Gen. Sowińskiego.
Absolwent XII promocji (42. lokata) Szkoły Podchorążych Lotnictwa w Dęblinie w roku 1939. Podchorąży pilot w 113 eskadrze myśliwskiej Brygady Pościgowej walczącej w pierwszych dniach września 1939 na samolotach PZL P.11 w obronie Warszawy. Nad Warszawą 4 września niszczy samolot niemiecki Dornier Do 17. 13 września 1939 został mianowany na stopień podporucznika ze starszeństwem z dniem 1 sierpnia 1939 w korpusie oficerów lotnictwa, grupa liniowa.
Po klęsce wrześniowej przez Rumunię przedostaje się do Francji, gdzie walczy w Szkolnej Eskadrze Myśliwskiej CWL w kluczu porucznika Aleksandra Gabszewicza. 1 czerwca 1940 zginął w walce powietrznej nad Lyonem.
Pośmiertnie awansowany do stopnia porucznika oraz odznaczony trzykrotnie Krzyżem Walecznych i francuskim Croix de Guerre.
Został pochowany na cmentarzu Guillotière w Lyonie. W 1954 jego zwłoki zostały ekshumowane i przeniesione na cmentarz La Doua w Villeurbanne we Francji. Symboliczny nagrobek na Powązkach – płyta na grobie rodziny Radziejowskich (kwatera 39-6-28/29).

## Ordery i odznaczenia
- Krzyż Srebrny Orderu Virtuti Militari nr 9631[9]
- Krzyż Walecznych – trzykrotnie
- Croix de Guerre